# Trematologia
Trematologia (do grego: thremmatos, criação + logo + ia) foi durante o século XIX, até à consolidação da genética como ciência, a designação dada à área científico-tecnológica que lidava com o melhoramento genético das plantas cultivadas e dos animais domésticos. Era ensinada nas escolas de agronomia e veterinária, sendo progressivamente substituída nas primeiras décadas do século XX pela cadeiras de melhoramento das plantas e animais e de genética.
Derivada de thremma, termo que no grego clássico qualificava uma planta ou animal como criado ou domesticado, o vocábulo "trematologia" foi introduzido via "thremmatology", termo proposto na língua inglesa pelo zoólogo Sir E. Ray Lankester. O termo ganhou aceitação generalizada após a sua adopção nos Estados Unidos por cientistas como Charles Benedict Davenport, mas caiu em desuso a partir das décadas iniciais do século XX, à medida que a moderna genética foi adquirindo importância no campo do melhoramento das plantas cultivadas e dos animais domesticados.